# 秦钫
秦鈁（1522年—1579年），字鸣和，号怀庭，浙江慈溪县（今属余姚）人，明朝政治人物。

## 生平
嘉靖二十八年（1549年）己酉科浙江鄉試第五十名舉人，二十九年（1550年）联捷庚戌科进士。历任南京太常寺博士、吏部考功司郎中、南京吏部验封司郎中，四十三年三月升山东按察使司副使，治兵青州，丁内艰归。服闋，改湖广副使，隆庆五年（1571年）五月升雲南布政司左参政，六年七月升山东按察使，萬曆元年（1573年）正月升陕西右布政使，二年正月升江西左布政使，四年正月以病乞休

## 遗迹
今山东泰山“振衣冈”题刻。落款“大明嘉靖丙寅岁仲夏十日，慈溪秦钫题，缙云樊献科书，泰安知州余姚杨山刻石”。此摩崖石刻今位于泰山岱顶的碧霞祠西面。摩崖高3.5米，宽1.34米，其中楷书字径98×95厘米。

## 家族
曾祖秦木。祖父秦焞。父秦垠，字汝际。前母楊氏，母劉氏，继母王氏。慈侍下。兄鐸、鉅。弟铳。